# خط ۷ متروی مادرید
خط ۷ متروی مادرید (انگلیسی: Line 7) یکی از خطوط متروی مادرید است که در سال ۱۹۷۴ تأسیس شده و دارای ۳۱ ایستگاه و ۳۲٫۹ کیلومتر طول است.

## نگارخانه

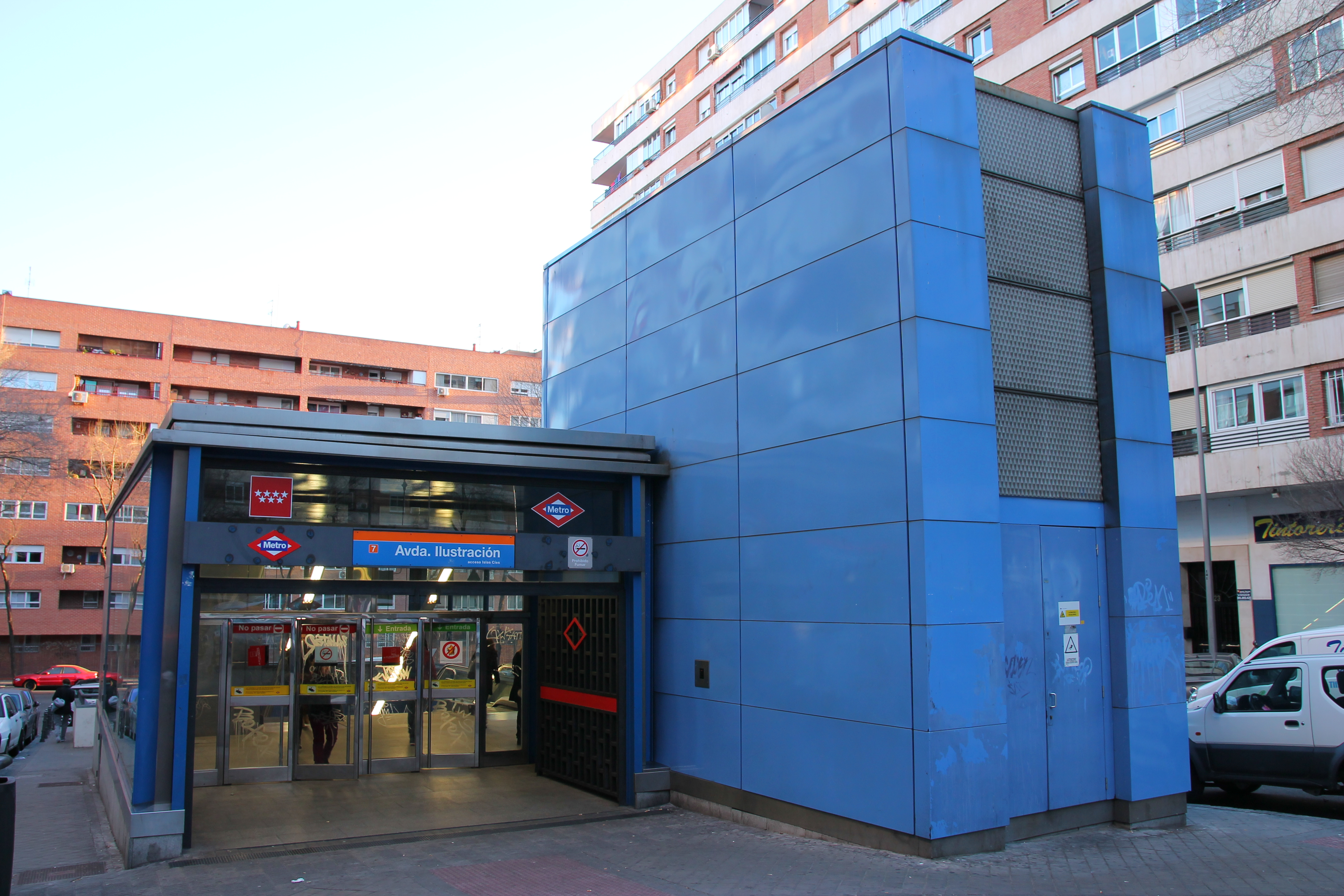
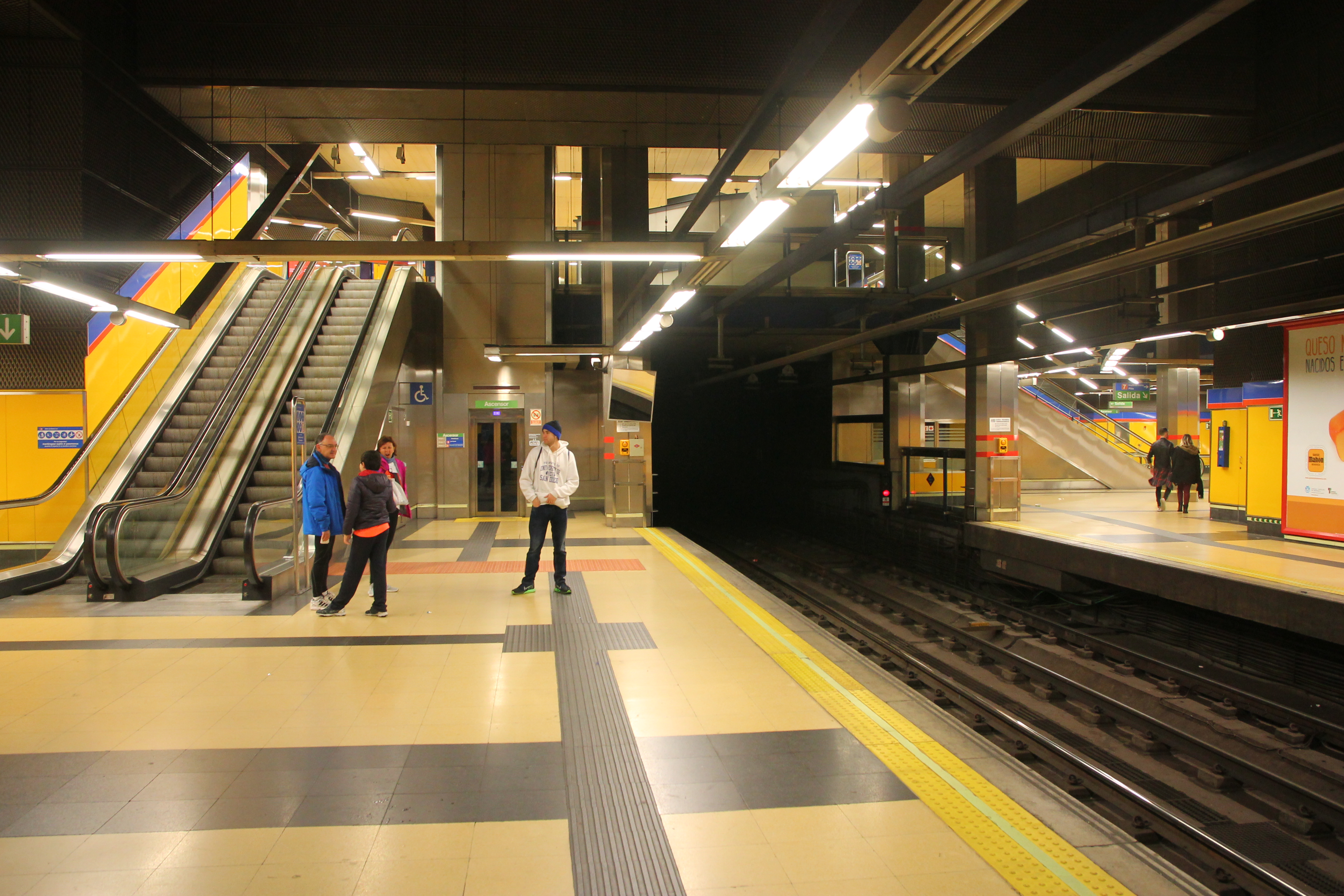
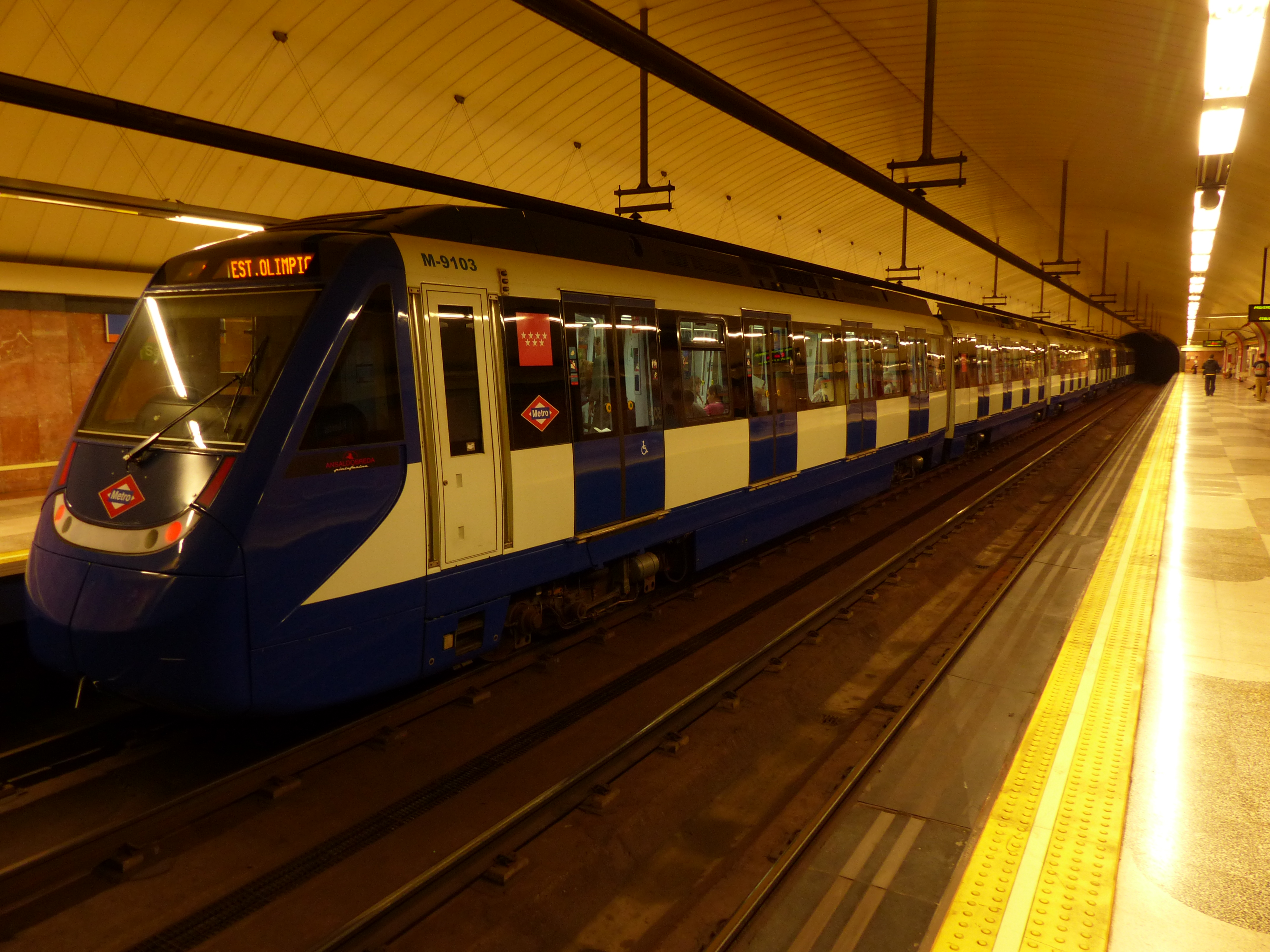
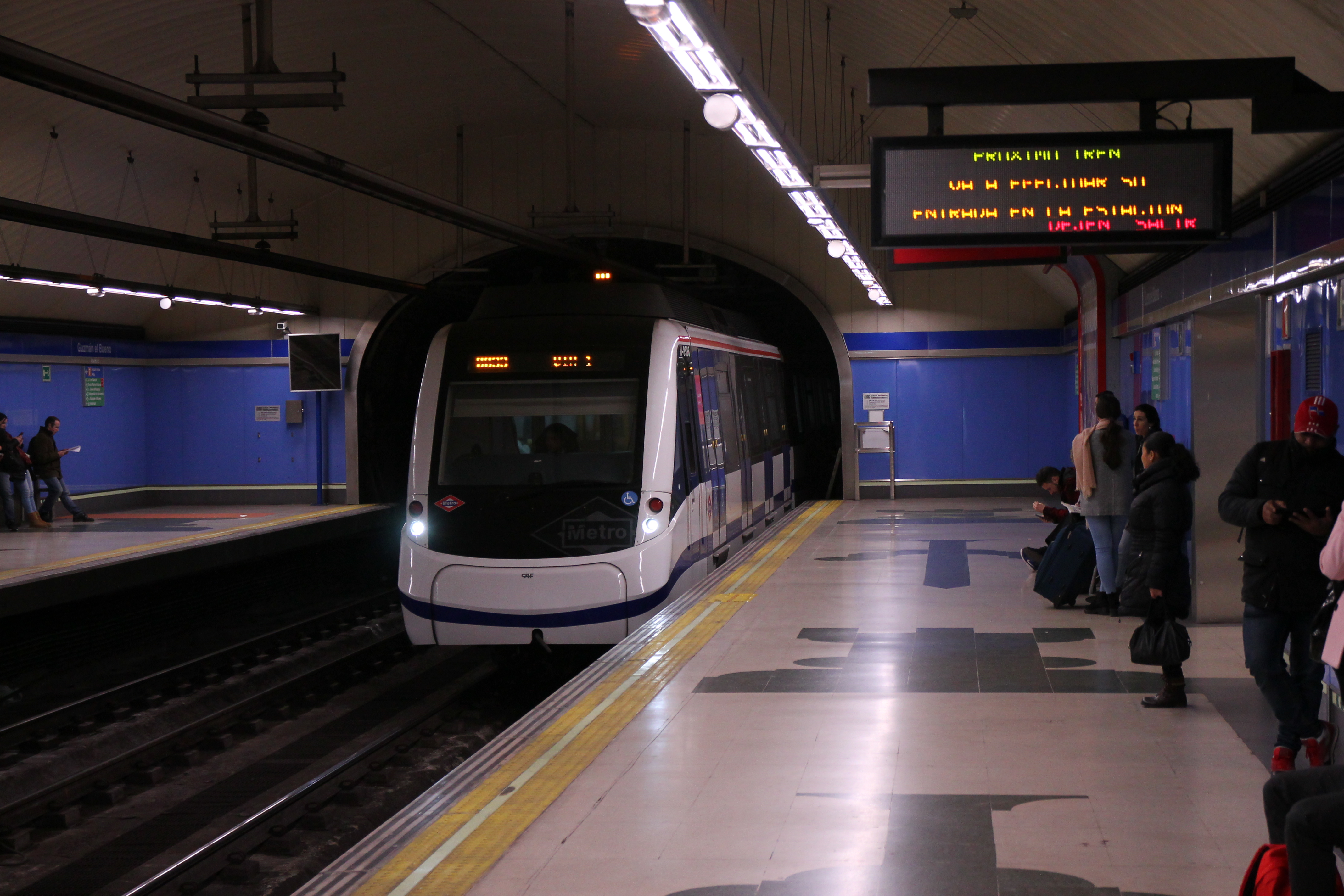